# Monodische lyriek
De Monodische lyriek is een onderdeel van de lyriek uit het oude Griekenland en moet worden gezien als een hoogtepunt dat uit de archaïsche periode is overgebleven. Het meest opvallend kenmerk is de ingewikkelde verstechniek: de grote verscheidenheid aan metrische vormen doet vermoeden, dat die zich gedurende een lange tijd heeft ontwikkeld.
Alkaios -- Sappho --- Anacreon / de  Anacreontea
Tot de monodische lyriek moet ook een aantal anonieme liederen worden gerekend, die door de eeuwen heen mondeling werden overgeleverd tot iemand ze uiteindelijk op schrift vastlegde. We onderscheiden twee genres:
- de Skolia = «schuine» liederen, gezongen bij feesten en drinkgelagen
- de Demotika = «volksliederen», bijvoorbeeld het Zwaluwenlied uit Rhodos